# Tomoki Kameda
Tomoki Kameda (亀田 和毅, Kameda Tomoki) est un boxeur japonais né le 12 juillet 1991 dans l'arrondissement Nishinari-ku à Osaka.

## Carrière
Passé professionnel en 2008, il devient champion du monde des poids coqs WBO le 1er août 2013 après sa victoire aux points face à Paulus Ambunda, devenant par la même occasion le 3e frère de la famille Kameda champion du monde de boxe, ce qui constitue un record. Tomoki conserve ensuite son titre le 3 décembre 2013 en dominant aux points Immanuel Naidjala et le 12 juillet 2014 en battant par KO au 7e round Pungluang Sor Singyu.
Il bat également aux points Alejandro Hernandez le 1er novembre 2014 puis délaisse la ceinture WBO le 23 avril 2015 pour affronter le champion WBA de la catégorie, l'anglais Jamie McDonnell, le 9 mai 2015 au Texas. Il s'incline de peu aux points ainsi que lors du combat revanche le 6 septembre suivant. Kameda change par la suite de catégorie de poids et obtient un combat de championnat IBF des poids plumes détenu par Angelo Leo le 24 mai 2025 mais il perd de nouveau aux points.